# ディジョン
ディジョン（Dijon）は、フランス中東部に位置する都市。ブルゴーニュ＝フランシュ＝コンテ地域圏の首府、コート＝ドール県の県庁所在地である。かつてはブルゴーニュ公国の首都であり、歴史地区はブルゴーニュのブドウ畑のクリマの一部として、世界遺産リストに含まれている。また、マスタードの生産地として知られる。

## 歴史

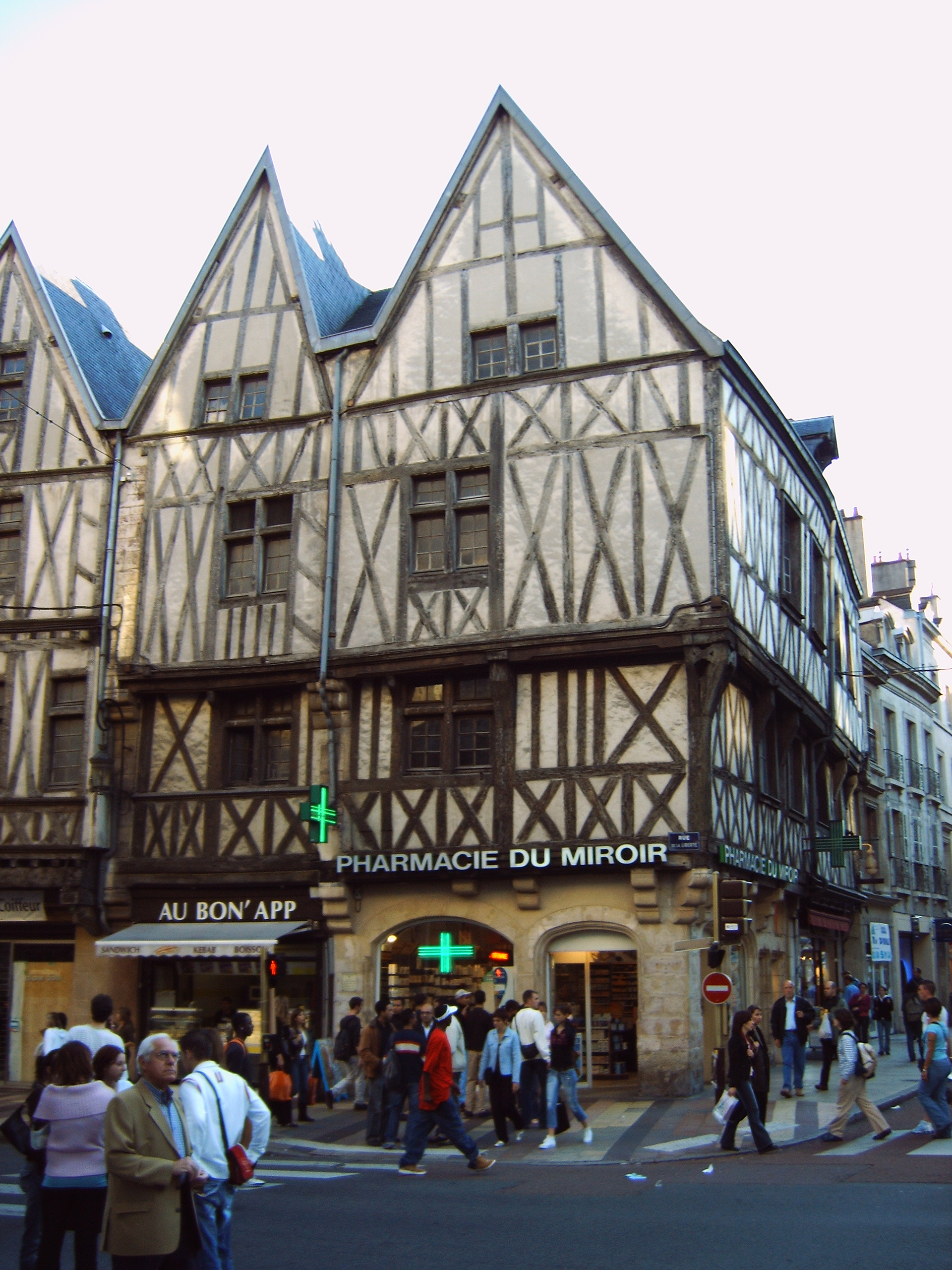
ディジョン市内の、中世の家

新石器時代から人が定住していた。ディジョンは、リヨン＝マインツ間の通商路にローマ人によって建てられた都市Castrum Divionenseが始まりである。1世紀の終わりには、近郊のシャロン＝シュル＝ソーヌからラングルの間を結ぶローマ街道が通っていた。2世紀には、市街地が既に繁栄していた。3世紀の民族移動時代には、蛮族の侵入を受けた。聖ベニグヌス（フランス語名ベニーニュ）がこの地にキリスト教を伝え、殉教した。メロヴィング朝時代に、ディジョンを意味するDivioという地名が遅れて歴史に登場した。5世紀より、ラングル司教座がディジョンに置かれ、聖ベニーニュを埋葬した修道院が崇敬を受けた。6世紀、トゥールのグレゴリウスは、自著Histoire des Francs (Historia Francorum)の中で、ディジョンについて「周壁は極めて堅固、市門は四つ、塔は三三」と叙述したが、「このローマ時代の周壁は、12世紀に至るまでこの都市の安全に十分なものであった」。10世紀のイタリア人聖職者グリエルモ・ヴォルピアーノは、イタリアやフランスを巡礼してまわったが、ブルゴーニュでも他と等しく逗留し、990年には当時重要な巡礼地であった、ディジョンのサン＝ベニーニュ修道院の聖職者となった。
1031年、ブルゴーニュ公ロベール1世が公国の首都をディジョンとした。
1137年、ディジョン中心部が大火で灰と化した。歴代の公爵は、城壁を以前の物よりさらに大きい物へと再建した。この城壁は18世紀まで、旧市街を守っていた。12世紀終わりから13世紀にかけ、サント＝シャペル、サンテスプリ病院、ノートルダム教会といった貴重な建物で市は飾られた。
1363年から1477年まで続いたヴァロワ家のブルゴーニュ公時代が、経済的に豊かで芸術・科学や学問が盛んとなった、最も繁栄した時代であった。公国は、現在のオランダにまで領域が及んでいた。フィリップ豪胆公は、一族の墓所としてシャンモル修道院を建設し、数多くの芸術作品で飾り立てた。フィリップ善良公は1432年にオテル・デュカル（公爵宮殿）を再建した。宮殿内の礼拝堂では、金羊毛騎士団の会合が開かれた。
シャルル公は内政を顧みなかった。彼はフランス王との争いに敗れ、1477年に死んだ。ルイ11世はブルゴーニュ公国を併合し、自分用の宮殿をディジョンに建設した。
1513年9月、同年6月のノヴァーラの戦いで大勢のスイス兵と戦って敗退した、司令官ルイ2世・ド・ラ・トレモイユは、支払いの約束された40万エキュを持って立ち去ることができなくなった。これらの金が思いがけなく引き渡され、ノートルダム・ド・ディジョン教会に保存されている『黒い聖母』へのとりなしとされた。
ブルゴーニュ議会がボーヌからディジョンへ移されると、官位を持つ貴族（fr）らがこぞってディジョンに邸宅を建てた。対抗改革の後、ディジョンには新たな教会、礼拝堂、修道院が建てられた。フランス王（アンリ4世だと言われている）が、ディジョンを『間抜けどもの都市』（ville aux cent clochers）と呼んだという。市の経済活動においては、ブドウ栽培の開発がとりわけ無視できない。18世紀は、ディジョンの繁栄の新時代であった。1731年には司教座が置かれた。
近郊のル・クルーゾで採掘される石炭と鉄の運搬のため、ブルゴーニュ運河が1832年に開通し、ディジョンは重要な経済都市となった。1851年、パリ＝ディジョン間の鉄道が整備された。この結果、ディジョンの経済成長が急速に進んだ。
1870年10月30日、普仏戦争にフランス第二帝政が敗れて新たに臨時政府が樹立される中、プロイセン軍がディジョンを占領した。11月26日、ジュゼッペ・ガリバルディ率いる共和派義勇軍（ヴォージュ軍）と、フランス正規軍のシャルル・ブルバキ将軍が攻勢を開始した。しかしプロイセン軍の妨害でブルバキ軍は合流に失敗してスイス国境に追いやられ、ヴォージュ軍は一旦オータンに引き返してプロイセン軍と戦った。プロイセン軍はオータンを攻めあぐねてディジョンに戻り、やがて別の攻撃を行う必要から一時的にディジョンからも後退した。
1871年1月21日、戦力を補充したヴォージュ軍は再度の進軍に乗り出し、これにプロイセン軍もディジョン西方から防衛軍を引き返させた。戦いでヴォージュ軍はリッチョッティ・ガリバルディ隊が第61ポメラニア連隊の連隊旗を奪取する戦功を挙げ、1871年1月25日にプロイセン軍はディジョン確保を諦めて後方に下がった。入城したガリバルディとヴォージュ軍は共和派の住民から歓迎されたが、反対に保守派の住民からは外人部隊としてプロイセン同様に敵視された。臨時政府がパリ防衛の為に他の拠点を捨て駒にすると、ヴォージュ軍もディジョンから撤収を余儀なくされ、プロイセン軍が二度目のディジョン占領に成功した。
普仏戦争で自国の防衛設備がいかに旧態依然としたものか思い知らされたフランス政府は、ドイツ国境に近いディジョンの防衛設備を見直し、増強した。市内の各所に小要塞、兵舎、武器庫が造営された。ルイ11世の建てた宮殿は、この時の都市改造によって破壊された（Place fortifiée de Dijon）。
1940年から1944年にかけナチス・ドイツに占領され、1944年9月11日に、フランス・イギリス・アメリカの合同軍によって解放された。
戦後、1945年から1967年まで市長を務めたフェリックス・キールの元で、ディジョンは都市化が進んで都市圏と市街圏が拡大した。

## 人口統計
2017年時点のコミューンの人口は155090人で、2012年当時の人口より2.25%増加した。
| 1962年 | 1968年 | 1975年 | 1982年 | 1990年 | 1999年 | 2006年 | 2011年 | 2016年 | 2021年 |
| ------ | ------ | ------ | ------ | ------ | ------ | ------ | ------ | ------ | ------ |
| 135694 | 145357 | 151715 | 140942 | 146703 | 149867 | 151504 | 151672 | 155090 | 159346 |

参照元:1962年から1999年までは複数コミューンに住所登録をする者の重複分を除いたもの。それ以降は当該コミューンの人口統計によるもの。1999年までEHESS/Cassini、2006年以降INSEE

## 見どころ

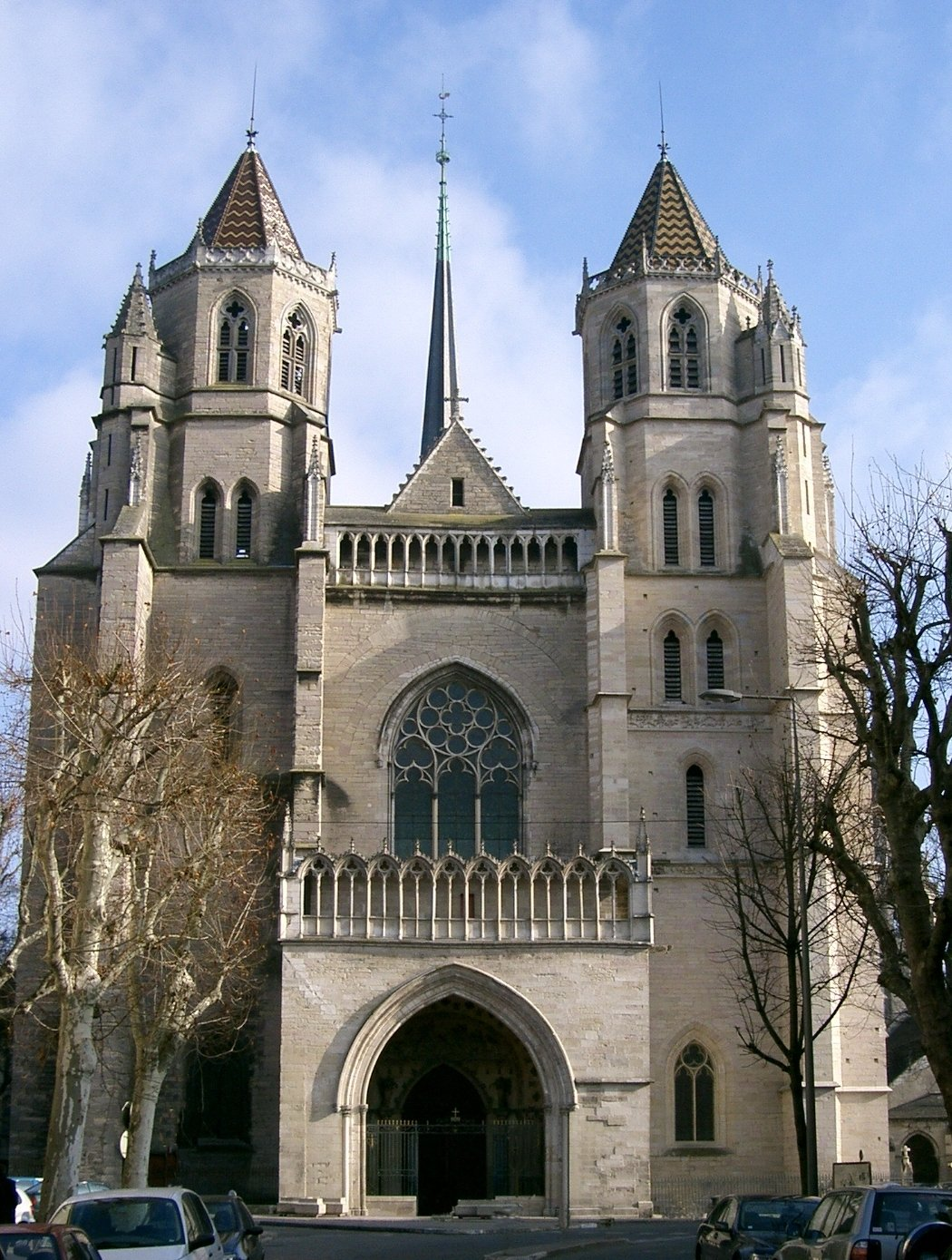
サン＝ベニーニュ・ド・ディジョン大聖堂

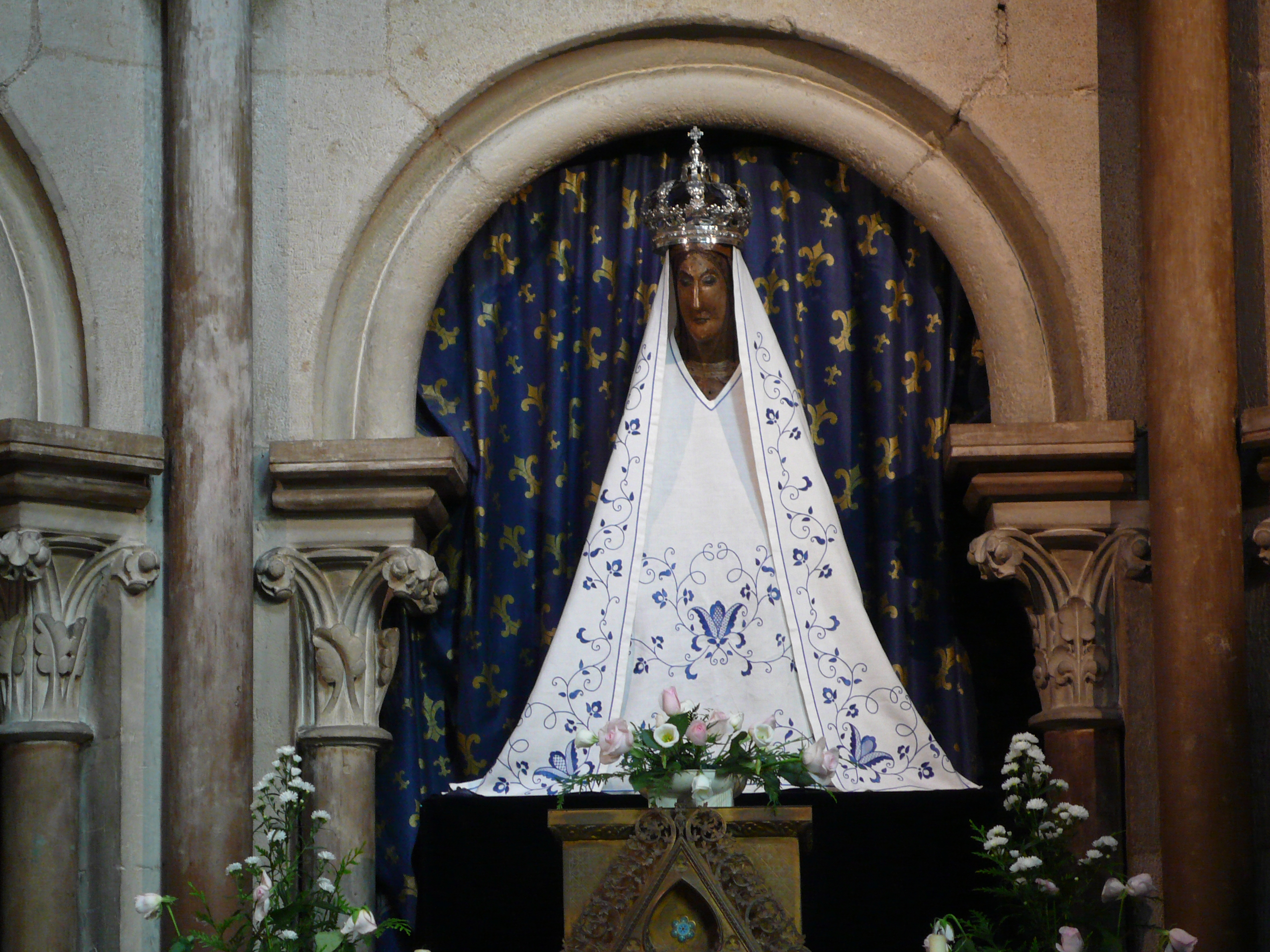
ノートルダム・ド・ディジョン教会の黒い聖母

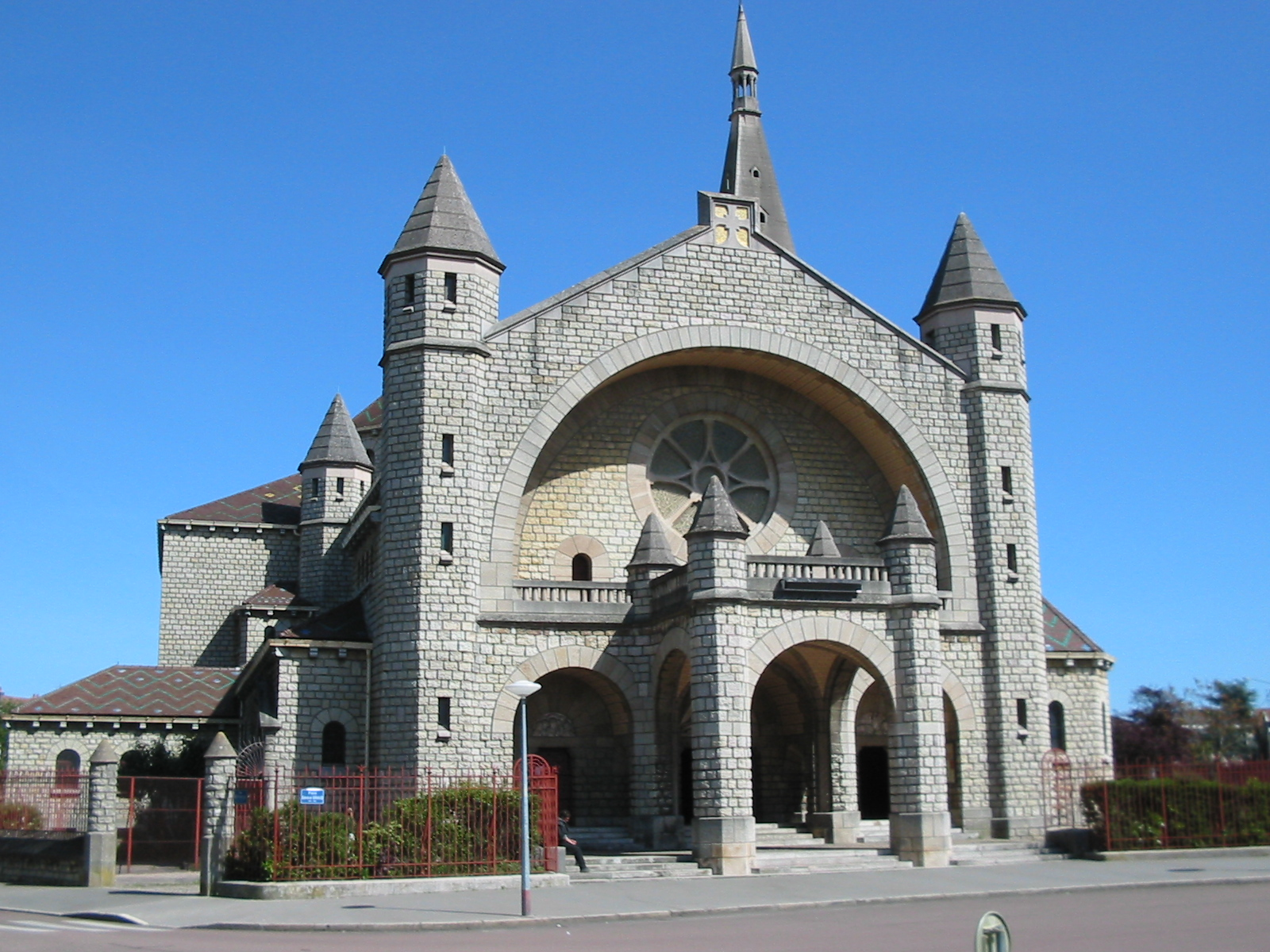
サクレ・クール・ド・ディジョン教会

数多くの戦禍に巻き込まれながら、かつての繁栄の時代を物語る建物が現存する。特に中心部には、12世紀から15世紀にかけ建てられた半木造の建物が残っている。
- ブルゴーニュ公爵宮殿（fr） - 1365年完成の、ルネサンス様式の城。ルイ14世時代、宮廷の主席建築家ジュール・アルドゥアン＝マンサールによってゴシック様式を基礎に再建され、1680年完成した。現在はディジョン市役所とディジョン美術館が入っている。
- サン＝ベニーニュ・ド・ディジョン大聖堂（fr） - 通称ディジョン大聖堂。13世紀完成。ローマ時代の納骨堂を含む、ゴシック様式の大聖堂。元々は、サン＝ベニーニュ修道院付属教会から発展したものである。2002年からディジョン大司教座が置かれている。
- サン＝フィリベール・ド・ディジョン教会（fr） - ディジョン大聖堂に近接する。ゴシック様式
- ノートルダム・ド・ディジョン教会（fr） - 13世紀完成。ゴシック様式。6世紀から7世紀の作とされる、黒い聖母像がある。教会内礼拝堂には、ラ・シュエット（La Chouette、フクロウ）と呼ばれる彫刻がある。これは幸運をもたらすお守りとみなされ、願をかける人々が左手で触っていく。現在のフクロウ像は複製品で、原型のフクロウ像は2001年1月に何者かによって壊された。以来、像の周りを監視カメラが作動している。
- シャルトルーズ・ド・シャンモル修道院 - シトー会派。ブルゴーニュ公家の菩提寺。フランドル、ネーデルラント出身芸術家の作品で飾られている。
- サクレ・クール・ド・ディジョン教会（fr） - 1938年完成。ネオ・ビザンティン建築
- サンテチエンヌ・ド・ディジョン教会（fr） - 古代のカストゥルム時代の信仰の地であった。かつては修道院に付属していた。教会は1731年完成。フランス革命後に廃止され、現在は市の経済局と、フランソワ・リュド美術館が入っている。
- サクレ・ド・ディジョン美術館（fr）

## 教育
- ブルゴーニュ大学（fr） - 26,700人の学生が学ぶ。
- ディジョン農学食品工学大学院 (Agrosup Dijon)
- ブルゴーニュ・ビジネススクール (École Supérieure de Commerce de Bourgogne)
- ディジョン国立高等芸術学校 (École nationale supérieure d'art de Dijon)
- ブルゴーニュ高等音楽院 (École supérieure de musique de Bourgogne-Franche-Comté)
- 国立裁判所書記学校 (École nationale des greffes)
- パリ政治学院・ディジョンキャンパス (Institut d'études politiques de Paris, campus Dijon)

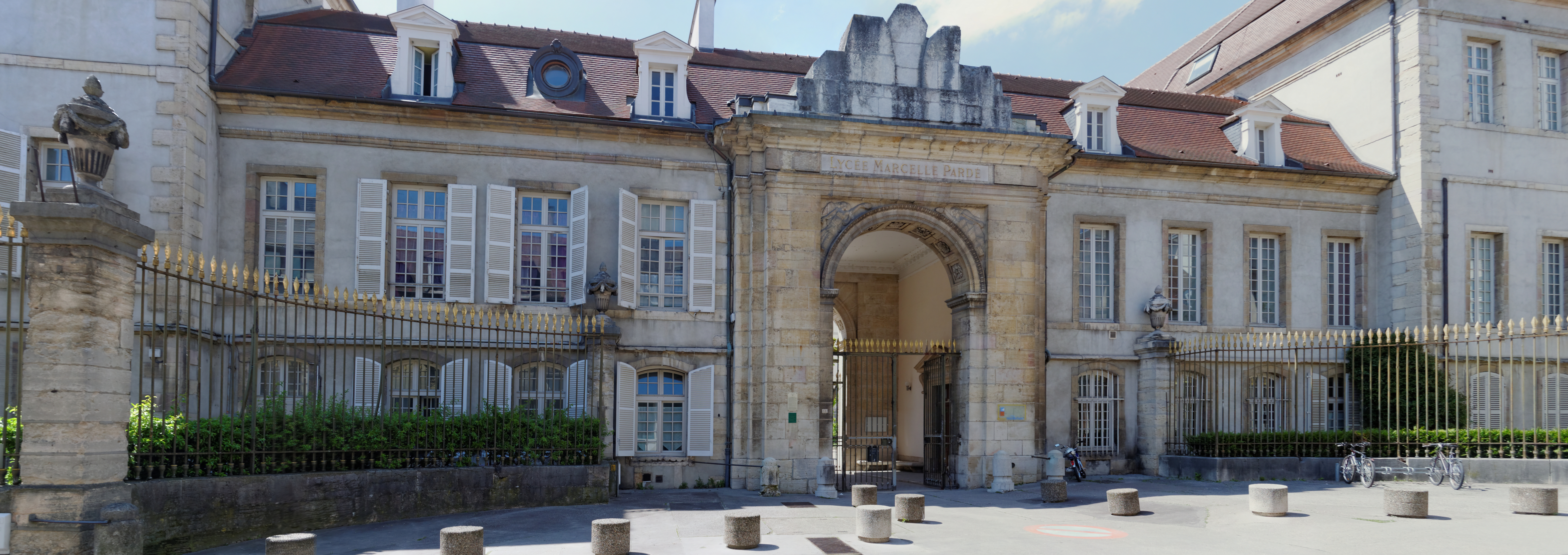
旧ディジョン帝国学校

- リセ・カルノ (Lycée Carnot)旧ディジョン帝国学校

## 国際機関
- 国際ブドウ・ワイン機構 (Organisation Internationale de la vigne et du vin)

## 食品
ディジョンは美食の都として知られる。エスカルゴ（カタツムリの料理）、ブルゴーニュ産トリュフ、ノネットなどのパン・デピス、ブフ・ブルギニョン（fr、牛肉のワイン煮）、クレーム・ド・カシスの原料となる黒スグリなどが、ディジョンの味覚の代表である。

### マスタード
ディジョンはマスタードで有名。ディジョン・マスタードと呼ばれる伝統的なマスタードは強い風味を持っている。ディジョンでは変わったフレーバーのマスタードも作っており、陶器のポットに入れて売られていることが多い。アメリカなどでも「ディジョン・マスタード」という名前の商品は購入できるが、ディジョンで作られた本物ではない。本物を手に入れたかったら、瓶に入ったフランスから輸入されたものを選ぶ必要があり、変わったフレーバーのものをフランス以外で手に入れることは難しい。現在ではディジョン・マスタードの種のほとんどは輸入によって賄われている。

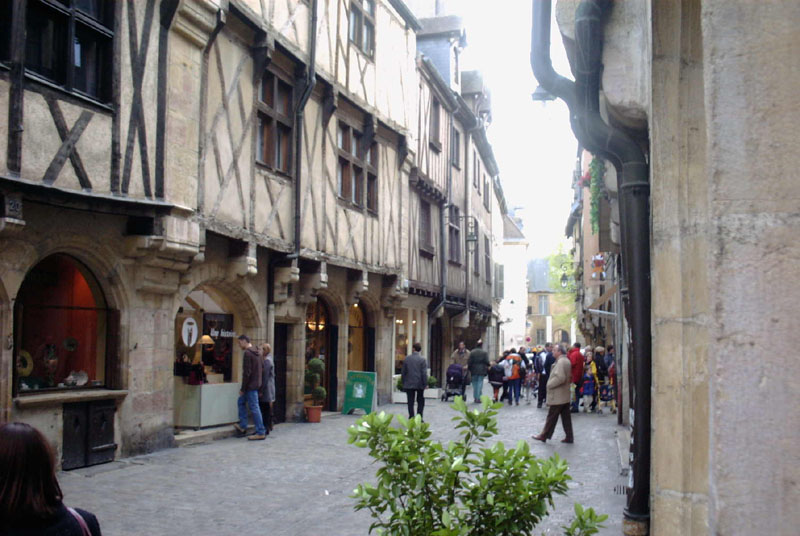
ディジョンの街並

## 地理・気候
ブルゴーニュ・ブドウ栽培地帯の中にあり、グラン・クリュ道（fr）途上にある。パリの南東300km、ジュネーヴの北西200km、リヨンの北180kmの地点にある。南は80km離れたボーヌまでグラン・クリュ道が続く、ブドウ畑で覆われた一帯である。西は標高500mほどの石灰質の高原となっており、無数の谷や窪地がある。東は、ソーヌ川平野の発端であることがはっきりとわかる、標高240mほどの高原である。
気候は、半ば大陸性気候の影響を受けた海洋性気候である。
| 月                          | 1月 | 2月 | 3月 | 4月  | 5月  | 6月  | 7月  | 8月  | 9月  | 10月 | 11月 | 12月 | 年間 |
| --------------------------- | --- | --- | --- | ---- | ---- | ---- | ---- | ---- | ---- | ---- | ---- | ---- | ---- |
| ディジョンでの平均気温 (°C) | 1,6 | 3,3 | 6,7 | 10,3 | 14,5 | 17,6 | 19,6 | 19,0 | 16,1 | 10,9 | 5,8  | 3,1  | 10,7 |
| パリでの平均気温 (°C)       | 4,2 | 5,3 | 7,8 | 10,6 | 14,3 | 17,4 | 19,6 | 19,2 | 16,7 | 12,7 | 7,7  | 5,0  | 11,7 |

## 関係者

### ディジョン生まれの人物
- ギュスターヴ・エッフェル：建築技師、エッフェル塔
- シャルル突進公：ブルゴーニュ公
- ロジェ・ギルマン：ノーベル賞を受賞した生物学者
- ジャン＝フィリップ・ラモー：作曲家
- アシア・エラヌーニ：パラリンピックで6個の金メダルを獲得した女子陸上選手
- ジャック＝ベニーニュ・ボシュエ：神学者
- アロイジウス・ベルトラン：詩人

### 居住その他ゆかりある人物
- アンリ・ジロー：陸軍軍人、上級大将。パリ13区生まれ。第二次大戦期、シャルル・ド・ゴールと統一フランス軍トップの地位を争った。ディジョンで死去。

## 姉妹都市
| - クルージュ県、ルーマニア - ダラス、テキサス州、アメリカ合衆国 - マインツ、ドイツ - オポーレ、ポーランド - ペーチ、ハンガリー | - レッジョ・エミリア, イタリア - スコピエ、マケドニア共和国 - ヴォルゴグラード、ロシア - ヨーク、イギリス |